# Beride
Beride è una frazione del comune svizzero di Tresa, nel Canton Ticino (distretto di Lugano). Già comune autonomo, nel 1907 è stato accorpato a Biogno per formare il comune di Biogno-Beride, il quale a sua volta nel 1976 è stato accorpato al comune di Croglio. Quest'ultimo è confluito nel 2021 nel comune di Tresa.